# Kleidotoma halophila
Kleidotoma halophila är en stekelart som beskrevs av Thomson 1862. Kleidotoma halophila ingår i släktet Kleidotoma, och familjen glattsteklar. Arten är reproducerande i Sverige.